# Wacław Bartosiak
Wacław Bartosiak (ur. 27 lipca 1897 w Warszawie, zm. 7 lipca 1965 tamże) – rotmistrz Wojska Polskiego, kawaler Orderu Virtuti Militari.

## Życiorys
27 lipca 1897 w Warszawie, w rodzinie Szczepana i Klementyny z Kulczyńskich. 
Absolwent III kursu w Centralnej Szkole Kawalerii w Grudziądzu. 14 października 1922 Naczelnik Państwa i Naczelny Wódz mianował go z dniem 1 sierpnia 1922 podporucznikiem w korpusie oficerów jazdy z równoczesnym wcieleniem do 25 pułku ułanów. W maju 1925 został przydzielony z 25 puł. do szwadronu pionierów 9 Samodzielnej Brygady Kawalerii w Baranowiczach na stanowisko młodszego oficera szwadronu. W maju 1926 został przeniesiony do 26 pułku ułanów z pozostawieniem na zajmowanym stanowisku w szwadronie pionierów 9 SBK. W grudniu 1930 został przeniesiony do 16 pułku ułanów w Bydgoszczy z jednoczesnym przydziałem do 10 szwadronu pionierów. 27 czerwca 1935 prezydent RP nadał mu stopień rotmistrza z dniem 1 stycznia 1935 i 27. lokatą w korpusie oficerów kawalerii. W tym samym roku zastąpił rotmistrza Stanisława Kossowskiego na stanowisku dowódcy 3 szwadronu pionierów w Poznaniu. Szwadronem dowodził do 1939 i na jego czele walczył w kampanii wrześniowej.
W czasie obrony Warszawy walczył na stanowisku zastępcy dowódcy szwadronu pionierów nr 6, który wchodził w skład Zbiorczej Brygady Kawalerii. Po kapitulacji załogi stolicy dostał się do niemieckiej niewoli. Przebywał kolejno w Braunschweig (od 23 października 1939), Hadmar (od 28 grudnia 1939) i Oflagu VI B Dössel (od 30 lipca 1943).
Po powrocie do kraju znalazł zatrudnienie w „Miastoprojekcie” w Warszawie. Zmarł 7 lipca 1965.

## Ordery i odznaczenia
- Krzyż Srebrny Orderu Wojskowego Virtuti Militari[19][18]
- Srebrny Krzyż Zasługi – 10 listopada 1928 „w uznaniu zasług położonych na polu pracy w poszczególnych działach wojskowości”[20][21]